# Павлівка (Краматорський район)
Павлі́вка — село Дружківської міської громади Краматорського району Донецької області, України.

## Загальні відомості
Відстань до райцентру становить близько 45 км і проходить переважно автошляхом Н20. Село розташоване на берегах річки Полтавка в безпосередній близькості від міста Дружківка.

## Населення
За даними перепису 2001 року населення села становило 42 особи, із них 92,86 % зазначили рідною мову українську та 7,14 % — російську.